# Аліса фон Гільдебранд
Аліса фон Гільдебранд (англ. Alice von Hildebrand, при народженні Аліса Марі Журдан,  фр. Alice Marie Jourdain; 11 березня 1923, Брюссель — 14 січня 2022, Нью-Рошелл, Нью-Йорк) — американський філософ, теолог та педагог. Дружина Дітріха фон Гільдебранда.

## Життєпис
Народилася 11 березня 1923 року у Брюсселі. 1940 року, скоро після вторгнення Німеччини, переїхала до США як біженка. Спочатку навчалася у Мангетенвільському коледжі, потім вивчала філософію у Фордгемському університеті, де 1949 року отримала докторський ступінь. 1947 року почала працювати в Гантерському коледжі у Нью-Йорку, де викладала до виходу на пенсію 1984 року.
Під час навчання у Фордгемському університеті познайомилася з німецьким католицьким філософом і теологом Дітріхом фон Гільдебрандом, який був професором цього університету, і з яким вони 1959 року, через два роки по смерті його першої дружини, одружилися. Шлюб тривав до смерті чоловіка 1977 року. Дітей подружжя не мало. 2000 року видала біографічну книгу «Душа лева: Дітріх фон Гільдебранд, біографія».
2013 року нагороджена орденом Святого Григорія Великого (Дама Великого Хреста).
2014 року вийшла її автобіографія «Спогади про щасливу невдачу», написану у співавторстві з Джоном Генрі Кросбі.
Аліса фон Гільдебранд померла 14 січня 2022 року у місті Нью-Рошелл, штат Нью-Йорк, в 98-річному віці після нетривалої хвороби.